# Одна ночь любви (телесериал)
«Одна́ ночь любви́» — российский телесериал. В основе сюжета исторической мелодрамы — история Саши Забелиной, девушки из разорившейся дворянской семьи. 18-летняя героиня вместе с отцом из загородного имения своей кузины переезжает в Санкт-Петербург.
После показа в 2008 году в США телесериал вышел в финал международной премии «Эмми» за лучшую теленовеллу.

## Сюжет
В центре сюжета приключенческой мелодрамы «Одна ночь любви» история 18-летней Александры Забелиной (Светлана Иванова) — девушки из разорившейся дворянской семьи. Вместе с отцом, князем Илларионом Забелиным (Александр Филиппенко), она живёт в небольшом загородном имении своей кузины и лучшей подруги княгини Ольги Орловой (Анастасия Макеева). Саша — девушка смелая, отчасти дерзкая и крайне восприимчивая. В раннем детстве на её глазах от рук бандитов погибла мать, княгиня Елизавета Забелина, и с этой минуты мир княжны Александры перевернулся. Она решила научиться быть сильной, чтобы самой постоять за себя. Свой идеал она видит в Надежде Дуровой, кавалерист-девице, и начинает тайно заниматься фехтованием.
Её отец — отчаянный игрок, проигравший семейное состояние и родовое гнездо, поместье «Отрадное», князю Павлу Воронцову. Иллариону, рано потерявшему любимую жену, пришлось растить дочь самому. В этом ему помогала верная служанка Анна Осипова (Ирина Муравьёва), испытывающая к нему определённые чувства.
После смерти Павла Воронцова «Отрадное» унаследовал его сын князь Михаил (Александр Константинов). После громкого скандала, связанного с женщиной, он на два года исчезает из светской жизни Петербурга, и появляется там вновь в самом начале рассказываемой в сериале истории.
В это же время, после 18-летнего вынужденного затворничества, в столицу возвращается Илларион с дочерью. Во время остановки на почтовой станции Саша становится невольной свидетельницей встречи двух незнакомцев. Услышанный разговор о заговоре против царя пугает её. Случайно она уносит с собой некую бумагу, принадлежащую этим людям. Незнакомцы пытаются задержать Александру, но экипаж дворян Забелиных успевает уехать. Саша рассказывает отцу об услышанной истории, но Илларион считает, что она начиталась авантюрных романов, и советует ей никому не рассказывать о таких пустяках, чтобы не прослыть умалишённой. Александра обещает молчать.
Жизнь в Петербурге для Саши начинается с происшествия — на неё нападает бандит в тёмном переулке. Она не может вырваться из его крепкой хватки, но на помощь приходит Михаил Воронцов. Александра гордо говорит спасителю, что справилась бы сама — он иронично просит прощения и уходит, не представившись. Девушка явно заинтригована этой случайной встречей.
В гостях у кузины Ольги Саша знакомится с графом Дмитрием Игнатьевым (Артём Осипов), флигель-адъютантом императора Николая I (Виктор Вержбицкий), который буквально сражён её красотой и изяществом. Там же Александре Забелиной представляют Михаила Воронцова, оказавшегося другом Дмитрия Игнатьева. Саша и Миша сразу же чувствуют взаимное притяжение, но к Сашиному огорчению, молодой герой оставляет её ради юной красавицы княжны Екатерины Урусовой (Татьяна Казючиц).
Саша и не подозревает, что напавший на неё вор был подослан одним из встреченных ею заговорщиков, князем Ильёй Урусовым (Дмитрий Волков), братом Кати, с целью вернуть важную бумагу. После постигшей их неудачи заговорщики, среди которых мать Екатерины и Ильи — княгиня Дарья Урусова (Ольга Остроумова), решают судьбу Александры. С этого момента жизнь Саши подвергается смертельной опасности.

## Съёмочная группа

### Производство
- Автор сценария: Лиза Сейдмен
- Режиссёры: Михаил Мокеев, Борис Робей, Марианна Автандилова
- Композитор: Антон Шварц, Сергей Григорьев, Дмитрий Чижевский, Илья Ефимов, Дмитрий Мосс
- Продюсеры: Валерий Кочкин, Андрей Резник
- Сценаристы: Екатерина Васильева, Анастасия Касумова, Валентина Шевякова, Елена Калинина, Елена Исаева, Дмитрий Шубиц

### В ролях
- Светлана Иванова — княжна Александра Илларионовна Забелина (после замужества — княгиня Александра Илларионовна Воронцова) — дочь Елизаветы и Иллариона Забелиных, кузина и лучшая подруга Ольги Орловой, двоюродная тётя Алексея Орлова, также дружит с Надеждой Орловой. До приезда в Петербург мысль о замужестве не интересовала её, но потом Саша с первого взгляда влюбилась в Михаила Воронцова и счастливо вышла за него замуж, позже она родила от него — сына Михаила и дочь Александру.
- Александр Константинов — князь Михаил Павлович Воронцов — сын Павла Воронцова, кузен Ивана Воронцова, лучший друг Никиты Орлова и цесаревича Александра, также — близкий друг Дмитрия Игнатьева. Михаил учился в военной школе вместе с Никитой Орловым, Дмитрием Игнатьевым и Ильёй Урусовым, но с последним — не приятельствовал. Миша раньше был ловеласом и клялся никогда не жениться, но потом с первого взгляда полюбил Александру Забелину и сейчас счастливо женат на ней. Спустя время у них родились сын Михаил и дочь Александра.
- Артём Осипов — граф Дмитрий Антонович Игнатьев — сын Софьи и Антона Игнатьевых, лучший друг Михаила Воронцова, флигель-адъютант Николая I. Дмитрий учился в военной школе вместе с Михаилом Воронцовым, Никитой Орловым и Ильёй Урусовым, но с последним не приятельствовал. Митя был безумно влюблён в Александру Забелину-Воронцову. Он ухаживал за ней, она сначала ему отказала, затем приняла его ухаживания и даже пообещала выйти за него замуж, но потом внезапно вышла замуж за Михаила Воронцова, и оказывается всё это время у неё был серьёзный роман с Мишей. После мнимой гибели Михаила Саша рассказала Дмитрию, что ждёт ребёнка от Михаила, а её отец в тюрьме, но Митя сказал, что позаботится о Саше. Позже Дмитрий сделал предложение Александре, но Саша призналась ему, что всё ещё очень любит Михаила и никогда не изменит его памяти. Митя всё равно предлагал пожениться, чтобы заботиться о ребёнке Александры. Саша пообещала подумать, но, подумав, приняла предложение Дмитрия. Они поженились. Митя понимал, что Александра не любит его и страдал из-за этого. Саша пыталась полюбить Дмитрия, но так и не смогла забыть Мишу. Михаил вернулся к ней, Митя понял, что Александра и Михаил должны быть вместе и отошёл в сторону. Потом Дмитрий взаимно полюбил Екатерину Урусову и очень счастлив с ней.
- Татьяна Казючиц — княжна Екатерина Фёдоровна Урусова — дочь Фёдора и Дарьи Урусовых, единоутробная (по-матери) младшая сестра Ильи Урусова. Первая любовь Кати — князь Антон Волконский, за которого она мечтала выйти замуж, но потом Антон бросил её, хотя всё ещё её любил. Екатерина 3 года страдала из-за их расставания. Спустя 3 года она без взаимности, с первого взгляда, была безумно влюблена в Михаила Воронцова и очень страдала из-за этого. Михаил ухаживал за ней, она принимала его ухаживания и верила ему, но, оказывается, всё это время он ухаживал за ней, только выполняя задание цесаревича Александра, а сам был очень влюблён в Александру Забелину и собирался жениться на ней. После свадьбы с Сашей Миша, уверенный, что Саша предала его, стал снова ухаживать за Катей и даже пообещал жениться на ней, и она ему верила, а он выполнял задание государственной важности; потом он признался, что не любит её и не сможет на ней жениться. Екатерина сильно страдала. Когда Михаил ушёл из её дома и затем вернулся, он сообщил Кате, что вернулся к своей жене. Екатерина очень ревновала его к Александре и страдала от того, что её любовь не взаимна. Сейчас Катя наконец-то взаимно влюблена в Дмитрия Игнатьева и счастлива с ним.
- Илья Козин — князь Никита Андреевич Орлов — старший брат Надежды Орловой, муж Ольги Орловой, отец Алексея Орлова, лучший друг Михаила Воронцова, также дружит с цесаревичем Александром. Никита учился в военной школе вместе с Михаилом Воронцовым, Дмитрием Игнатьевым и Ильёй Урусовым, но с последним не приятельствовал.
- Анастасия Макеева — княгиня Ольга Филипповна Орлова — кузина и лучшая подруга Александры Забелиной-Воронцовой, племянница Елизаветы Забелиной, жена Никиты Орлова, мать Алексея Орлова, лучшая подруга Надежды Орловой.
- Кирилл Гребенщиков — отец Иоанн — монах (на самом деле — князь Антон Волконский) — в прошлом он любил Екатерину Урусову и мечтал на ней жениться, также он был лучшим другом Дмитрия Ситникова, но после того как в порыве ревности, разозлившись, случайно убил его, бросил Катю, хотя всё ещё любил её, и стал монахом, чтобы до конца жизни замаливать свой грех. Сейчас Антон безответно страстно влюблён в Ольгу Орлову.
- Иван Непомнящий — князь Алексей Никитич Орлов — сын Ольги и Никиты Орловых, племянник Надежды Орловой, двоюродный племянник Александры Забелиной/Воронцовой.
- Анна Здор — княжна Надежда Андреевна Орлова (после замужества Надежда Андреевна Деревянко) — младшая сестра Никиты Орлова, тётя Алексея Орлова, лучшая подруга Ольги Орловой, также дружит с Александрой Забелиной-Воронцовой. Надя прежде была невестой графа Николая Бутурлина и безумно любила его, а у него был роман с другой женщиной — замужней, но она не хотела уходить от мужа. Николай часто говорил Наде, что занят и не сможет увидеться с ней, на самом деле у него было свидание с той замужней женщиной. Когда Надя всё узнала, сгорая от ревности, она пошла и рассказала мужу этой женщины, что его жена изменяет ему. Муж вызвал графа Бутурлина на дуэль и застрелил его во время дуэли. После гибели Николая Бутурлина Надя переживала и пожалела, что рассказала обо всём мужу той женщины. Потом за ней ухаживал князь Григорий Васильчиков, и она уже была готова ответить на его чувства, если бы не встретила человека, как две капли воды, похожего на Николая Бутурлина. Она стала думать, что граф Бутурлин выжил после дуэли. Потом поняла, что тот человек не Николай, а мещанин Сергей Деревянко. Надежда полюбила его, позже счастливо вышла за него замуж. Никита вначале был против их брака, но после того как Сергей спас ему жизнь, стал его поддерживать. Надя сначала была обижена на Сергея, что он обманом скрыл от неё правду о своём прошлом, но потом простила и решила ехать с ним в иркутскую губернию.
- Михаил Зуй — князь Григорий Васильчиков — адъютант Николая I. Он влюблён в Надежду Орлову — без взаимного чувства. Он ухаживал за ней, но долгое время не мог с ней видеться из-за частых поручений Николая I. Потом уехал по поручению Николая I в Москву и передал через Павла Оболенского своё письмо Надежде. В этом письме он попросил прощения, что не смог лично попрощаться с Надей, и надеялся, что Надежда будет ему писать, но Надя, прочитав его письмо, не ответила и разорвала это письмо.
- Никита Тарасов — князь Иван Константинович Воронцов — сын Константина Воронцова, кузен Михаила Воронцова, двоюродный дядя детей Михаила и Александры — Михаила и Александры Воронцовых, муж Елены Воронцовой. Он страстно, но безответно в неё влюблён, ради неё выгнал Александру Воронцову и её отца с служанкой Анной из дома своего кузена. Сильно ревнуя Елену к цесаревичу Александру, с которым она ему изменяла, подменил дочь Александра на дочь своего кузена и его жены — свою двоюродную племянницу, чтобы у Александра всё наладилось со своей женой — принцессой Марией и Елена перестала ездить к цесаревичу, а дочь Александра и принцессы Марии Иван подбросил в монастырь, вышив на одеяле, в которое была завёрнута малышка, вензель И. В. Когда раскрылась подмена девочек, Иван умолял Лену уехать с ним заграницу на деньги, которые им дал Михаил Воронцов, но Елена оклеветала Ивана в полиции, заявив, что Ваня её избивает, и Ивана забрали в участок, а деньги Лена забрала себе.
- Елена Кутырёва — княгиня Елена Борисовна Воронцова — жена Ивана Воронцова, бывшая горничная Воронцовых. Она вышла за Ивана замуж без любви, чтобы родить от него ребёнка, но она потеряла ребёнка. Лена — корыстная, жестокая женщина, обожает деньги, ненавидит жить в бедности и ей всё время чего-то не хватает. Постоянно воровала из дома Михаила Воронцова разные вещи. В какой-то момент, она безумно полюбила цесаревича Александра, соблазнила его и изменяла с ним Ване. Когда Александр узнал, что Елена с помощью стряпчего подделала завещание Михаила Воронцова, то выгнал её из дворца.
- Ирина Муравьёва — Анна Архиповна Осипова (после замужества — княгиня Анна Архиповна Забелина) — крепостная служанка Забелиных. После того, как погибла мать Александры Забелиной-Воронцовой Анна вместе с Илларионом Забелиным вырастила Сашу. Анна была давно тайно влюблена в Иллариона, потом счастливо вышла за него замуж.
- Александр Филиппенко — князь Илларион Степанович Забелин — вдовец Елизаветы Забелиной, отец Александры Забелиной-Воронцовой. Очень любил Елизавету. После её убийства, спустя время, безумно полюбил свою крепостную служанку Анну Осипову, с которой вместе вырастил Сашу. Уже будучи пожилым, счастливо женился на Анне.
- Людмила Дребнёва — графиня Софья Игнатьева — вдова Антона Игнатьева, мать Дмитрия Игнатьева, лучшая подруга Дарьи Урусовой.
- Ольга Остроумова — † княгиня Дарья Матвеевна Урусова — вдова Фёдора Урусова, мать Ильи и Екатерины Урусовых, лучшая подруга Софьи Игнатьевой. В молодости у Дарьи и Николая I был роман: они были безумно влюблены, но были вынуждены расстаться, так как императорская семья не благословила бы их брак, позже Николай I полюбил другую и женился на ней. Дарья очень сильно страдала из-за этого, но позже она утратила все свои чувства и её любовь превратилась в ненависть и она пыталась отомстить Николаю I. Дарья случайно убита Ольгой Орловой.
- Алёна Бондарчук — императрица Александра Фёдоровна Романова — жена Николая I, мать цесаревича Александра и других своих детей. Потом она стала бабушкой великой княжны Александры Романовой.
- Виктор Вержбицкий — император Николай I Павлович Романов — муж Александры Фёдоровны Романовой, отец цесаревича Александра и других своих детей. В молодости у Николая I и Дарьи Урусовой был роман: они очень любили друг друга, но были вынуждены расстаться, так как императорская семья не благословила бы их брак, позже Николай I полюбил Александру Фёдоровну Романову и женился на ней. Потом Николай I стал дедушкой — великой княжны Александры Романовой.
- Татьяна Корсак — великая княгиня Мария Александровна Романова — жена цесаревича Александра. Через некоторое время, Мария родила дочь Александру и безумно счастлива.
- Илья Носков — цесаревич Александр Николаевич Романов — сын Николая I и Александры Фёдоровны, лучший друг Михаила Воронцова, также друг Никиты Орлова.
- Андрей Чернышов — † Пётр Константинович Каульбах (лже-Пётр Константинович Романов). Он выдавал себя за сына старшего брата Николая I — Константина Романова и его бывшей жены Юлианы Кобургской (Юлианны-Генриетты-Ульрики-Саксен-Кобург- Заальфельдской) (после принятия православия — великой княжны Анны Фёдоровны Романовой), а также племянника Николая Романова и двоюродного брата цесаревича Александра. Убит Михаилом Воронцовым по приказу цесаревича Александра.
- Дмитрий Волков — князь Илья Фёдорович (Николаевич) Урусов — сын Дарьи Урусовой и Николая I, единокровный (по-отцу) старший брат цесаревича Александра и его братьев и сестёр, единоутробный (по-матери) старший брат Екатерины Урусовой. Илья учился в военной школе вместе с Михаилом Воронцовым, Никитой Орловым и Дмитрием Игнатьевым, но не приятельствовал с ними. Он руководил военным полком, сейчас в отставке. Из-за грязных сплетен о его происхождении, Илья вступил в заговор против императора, чтобы отомстить за всё это. После того, как заговор раскрыли, Илью посадили в тюрьму. Потом его отправили на каторгу в иркутскую губернию на 10 лет.
- Константин Юдаев/Иван Васильев — † граф Николай Бутурлин — был женихом Надежды Орловой, одновременно у него был роман с другой женщиной — замужней, но она не хотела уходить от мужа. Николай часто говорил Наде, что занят и не сможет увидеться с ней, на самом деле — у него было свидание с той замужней женщиной. Когда Надя всё узнала, сгорая от ревности, она пошла и рассказала мужу этой женщины, что его жена изменяет ему. Муж этой женщины вызвал графа Бутурлина на дуэль и застрелил его во время этой дуэли.
- Константин Юдаев/Иван Васильев — Сергей Михайлович Деревянко — мещанин. Он безумно влюблён в Надежду Орлову, позже счастливо женился на ней. Он оказался преступником, за это его посадили в тюрьму, потом его отправили на каторгу в иркутскую губернию на 5 лет. Надя решила поехать с ним для того, чтобы жить в иркутской губернии, с целью последовать за своим осуждённым мужем.
- Анатолий Завьялов — князь Павел Оболенский — сын князя и княгини Оболенских, адъютант Николая I. Он безответно влюблён в Надежду Орлову. Он ухаживал за ней, Надя принимала его ухаживания. Павел собирался жениться на ней, но потом Надежда ему отказала. Позже узнал, что Надя уехала в Павловск, чтобы обвенчаться в церкви с Сергеем Деревянко. После этого, Павел приехал в тот город, чтобы помешать их свадьбе, но когда он зашёл в церковь, Надежды и Сергея там уже не было и они уже успели обвенчаться.
- Людмила Гаврилова — княгиня Оболенская — жена князя Оболенского, мать Павла Оболенского.
- Пётр Черняев — князь Оболенский — муж княгини Оболенской, отец Павла Оболенского.
- Роман Щерба — помощник Павла Оболенского.
- Равшана Куркова — цыганка Лейла — помогает Никите Орлову в расследовании, также она в него безответно влюблена.
- Валерий Гаркалин — месье Шарль — учитель фехтования.
- Владислав Боковин — Аркадий Муреев — поручик.
- Владимир Болотнов — Афанасий — дворецкий Михаила Воронцова.
- Тамара Спиричева — Аграфена — тётушка Екатерины Урусовой.
- Ирина Шипова — Александра Забелина/Воронцова — в детстве.
- Янина Студилина — Полина — крепостная девушка в загородном имении Урусовых, бывшая любовница Петра Каульбаха.
- Сергей Пиоро — Степан — слуга Дарьи и Ильи Урусовых.
- Раиса Конюхова — Анфиса — крепостная служанка в особняке Орловых.
- Ярослав Рось — цыган Ивка.
- Борис Никифоров — священник.
- Сергей Баринов — полицейский.
- Александр Гришин — охранник в тюрьме.
- Самвел Асатрян — барон.
- Игорь Афанасьев — актёр.
- Григорий Журавлёв — слуга.
- Максим Титов — посланник императора Николая I.
- Леонид Калараш — князь Шувалов — муж княгини Шуваловой.
- Екатерина Астахова — Наталья — фрейлина.
- Александр Солдаткин — Матвей — конюх в загородном имении Орловых, бывший приятель Александры Забелиной/Воронцовой.
- Галина Чурилина — Марфа — бывшая кухарка графов Бутурлиных.
- Александр Кудинов — Закревский — генерал, руководитель военного полка, дедушка Закревского-младшего.

## Рейтинги
Несмотря на то, что сериал был поставлен в прайм-тайм в 20:00, его рейтинги были ниже среднего по целевой аудитории СТС (в первую неделю показа доля аудитории в возрасте 6-54 лет составляла 7—8 %, старше 18 лет — около 5 %). Как следствие, показ был перенесён на 11:30 с марта 2008 года, а от продления сериала сверх первоначальных 60 серий отказались.